# John Gilbert (baron Gilbert)
Pour les articles homonymes, voir John Gilbert.
John William Gilbert, baron Gilbert, (5 avril 1927-2 juin 2013) est un homme politique travailliste britannique.

## Jeunesse
Le père de Gilbert est fonctionnaire et il fait ses études à la Merchant Taylors School, Northwood, au St John's College, Oxford où il étudie la Philosophie, politique et économie et à l'Université de New York où il obtient un doctorat en économie internationale. Il travaille ensuite comme Expert-comptable au Canada .

## Carrière parlementaire
Il se présente au siège parlementaire de Ludlow en 1966 et à une élection partielle à Dudley en 1968 avant d'être élu pour Dudley en 1970 et (après des changements de frontières) Dudley East en 1974, qu'il représente jusqu'en 1997, date à laquelle sa circonscription devient Dudley Nord et où il ne se représente pas.
Dans les gouvernements travaillistes de Harold Wilson et James Callaghan, il est Secrétaire financier du Trésor (1974–1975), ministre des Transports (1975–1976) et ministre d'État à la Défense (1976–1979) . En tant que ministre des Transports, il approuve le projet de rocade de Londres M25 et présente le projet de loi rendant obligatoire le port de la ceinture de sécurité. Il siège également au Comité de la défense de la Chambre des communes (1979–1987) et au Comité du commerce et de l'industrie (1987–1992) .

## Chambre des lords
Après sa retraite de la Chambre des communes, il est créé pair à vie avec le titre de baron Gilbert, de Dudley dans le comté de West Midlands le 16 mai 1997. De 1997 à 1999, il est ministre d’État pour l’approvisionnement en défense dans le premier gouvernement de Tony Blair . Toujours fervent partisan de la dissuasion nucléaire indépendante de la Grande-Bretagne, il suscite la controverse  en proposant de bombarder par neutrons la frontière entre l'Afghanistan et le Pakistan pour «empêcher les gens de s'infiltrer d'un côté à l'autre» . En octobre 2012, il déclare à la Chambre des Lords: «L' A400M [le nouvel avion de transport de la RAF] est un désastre complet et absolu, et nous devrions avoir honte de nous-mêmes. Je n'ai jamais vu un tel gaspillage de fonds publics dans le domaine de la défense depuis que j'y suis impliqué ces 40 dernières années. " .
Il est décédé en 2013 à l'âge de 86 ans .